# Château Marquis de Terme
Koordinaten: 45° 2′ 18″ N, 0° 40′ 39,9″ W

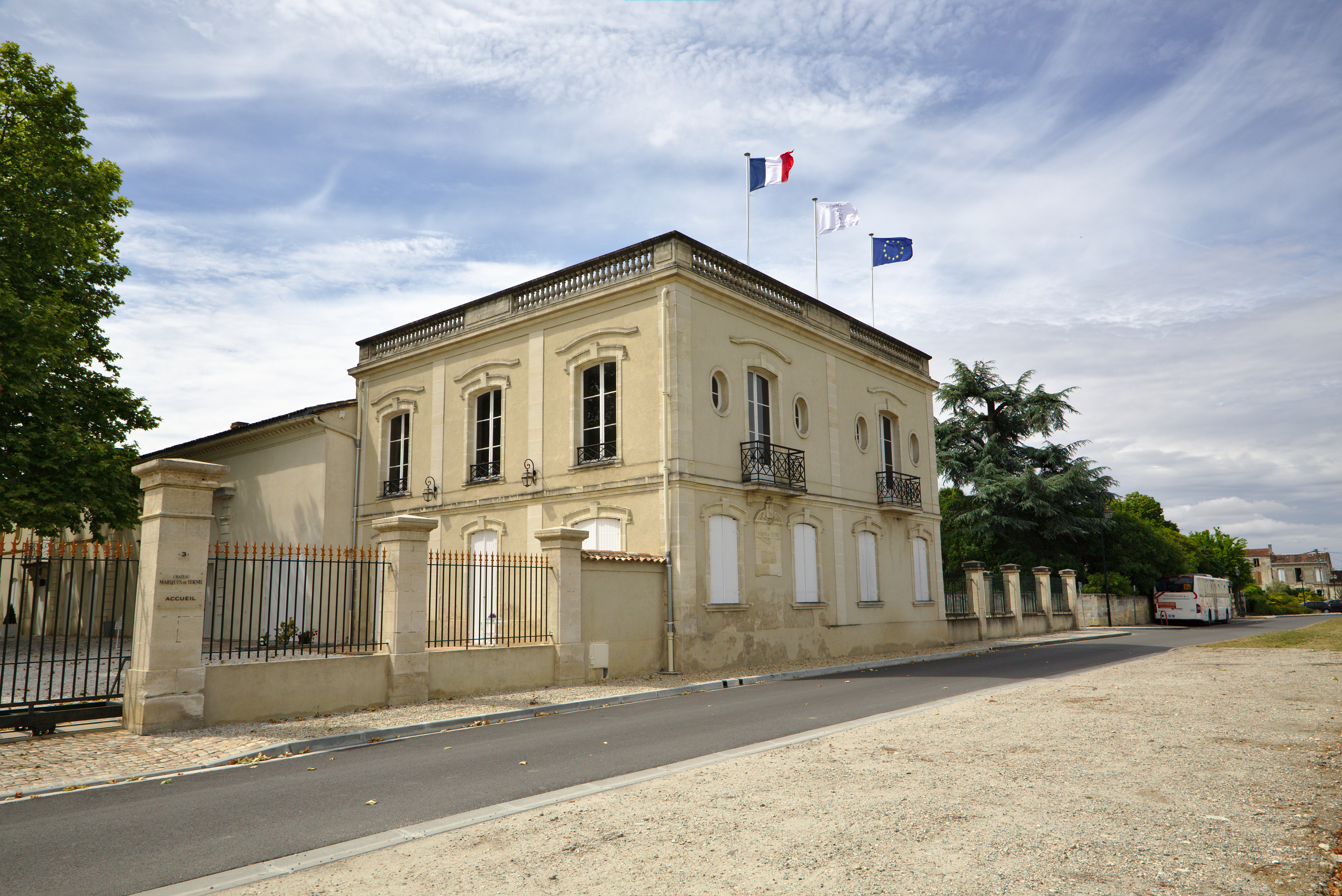
Gutsgebäude von Château Marquis de Terme.

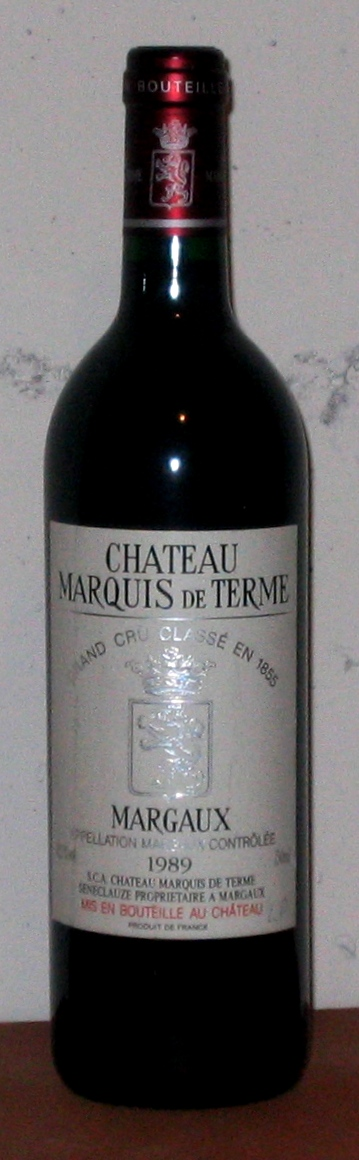
Château Marquis de Terme 1989

Das Château Marquis de Terme ist ein recht bekanntes Weingut von Bordeaux. Seit der Klassifikation von 1855 ist das Weingut als Quatrième Grand Cru Classé eingestuft (vierte Stufe der Klassifikation).
Das Gut liegt im Süden des Médoc in der Gemeinde Margaux, es ist mit 38 Hektar von mittlerer Größe. Im Durchschnitt erzeugt es ca. 180.000 Flaschen Rotwein.
Rebsortenspiegel:
- 55 % Cabernet Sauvignon,
- 35 % Merlot
- 7 % Petit Verdot
- 3 % Cabernet Franc

Der Zweitwein heißt heute Les Gondats de Marquis de Terme. Früher wurde dieser Wein unter dem Namen Château des Gondats als Bordeaux Supérieur vermarktet, da nicht alle Parzellen Anspruch auf die Appellation Margaux hatten.

## Geschichte
Am 7. September 1661 erwarb Pierre des Mesures de Rausan, ein bedeutender Händler der Region, das Weingut von der Familie de Gassies. Die Familie de Gassies stand den Lehnsherren der Seigneurie de Margaux nah. Dieses Weingut war der Ursprung der heute bekannten Château Rauzan-Gassies, Château Rauzan-Ségla, Château Desmirail und Château Marquis de Terme. Pierre des Mesures de Rausan war seit 1661 auch Pächter von Château Margaux und seit 1679 Pächter von Château Latour. Aus dem im Jahr 1661 erworbenen Landbesitz entstanden die noch heute bekannten Château Rauzan-Gassies, Château Rausan-Ségla, Château Desmirail und Château Marquis de Terme.
Der Name „Marquis de Terme“ taucht erstmals im Jahr 1762 mit der Hochzeit von Ledoulx d’Emplet mit dem Marquis de Terme, François de Peguilhan de Larboust, auf. Das Ehepaar verfügte über 30 Hektar Grundbesitz, und der Wein erfreute sich eines guten Rufs. Während seines Bordeaux-Besuchs vom 24. bis zum 28. Mai 1787 stattete der damalige Botschafter in Frankreich, Thomas Jefferson, dem Gut einen Besuch ab.
Nach dem Tod von François de Peguilhan erwarb der Weinhändler Halvarous Sollberg im Jahr 1809 das Gut. Sollberg war schwedischer Herkunft und hatte sich in ein wohlhabendes französisches Haus eingeheiratet. Sollberg tätigte in der Folge eine Reihe von Ankäufen diverser Landparzellen und türmte dabei einen erheblichen Schuldenberg auf. In der Folge seiner nicht nachgekommenen finanziellen Verpflichtungen musste er 1834 Frankreich verlassen, konnte das Gut aber im Jahr 1845 zurückgewinnen.
Anlässlich der Weltausstellung im Jahr 1855 erhielt das Weingut den Rang eines vierten Gewächses. Zu dieser Zeit führte Halvarous Sohn Oscar bereits das Gut. Durch die Reblauskatastrophe und den Befall von Mehltau finanziell geschwächt stand das Gut im Jahr 1886 zum Kauf. Fréderic Eschenhauer, ein Weinhändler aus Bordeaux, übernahm Château Marquis de Terme. Die technische Leitung des Gutes hatte damals Thomas Feuillerat inne. Als Eschenhauer das Gut im Jahr 1898 verkaufen musste, übernahm es Jean Feuillerat, Sohn von Thomas. Später erbte Jeans Sohn Armand Feuillerat den Besitz. Nach dem Tod von Armand im Jahr 1935 erwarb Pierre Sénéclauze, Händler aus Marseille, Anwesen und Ländereien.
Heute führen seine Söhne Jean, Philippe und Pierre-Louis Sénéclauze das Gut.